# 闘争・逃走反応

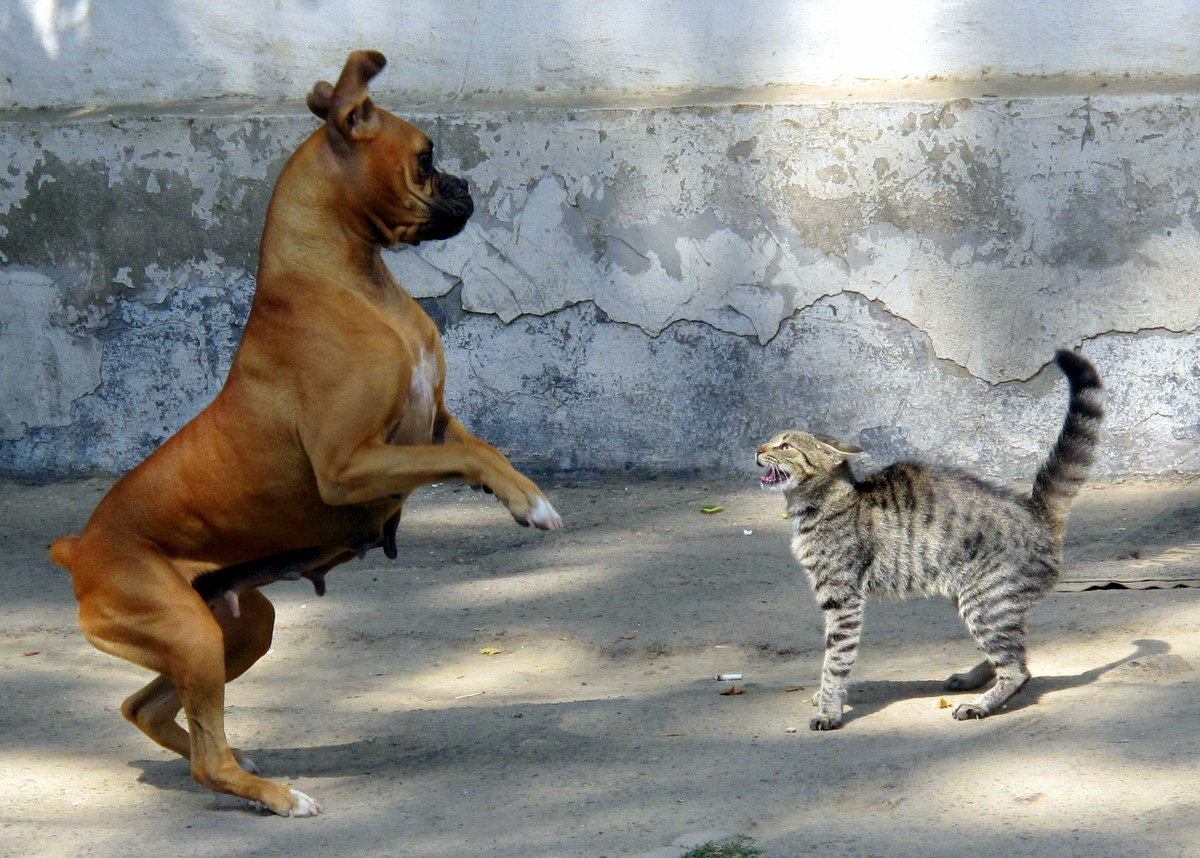
急性ストレス反応を示す、犬と猫

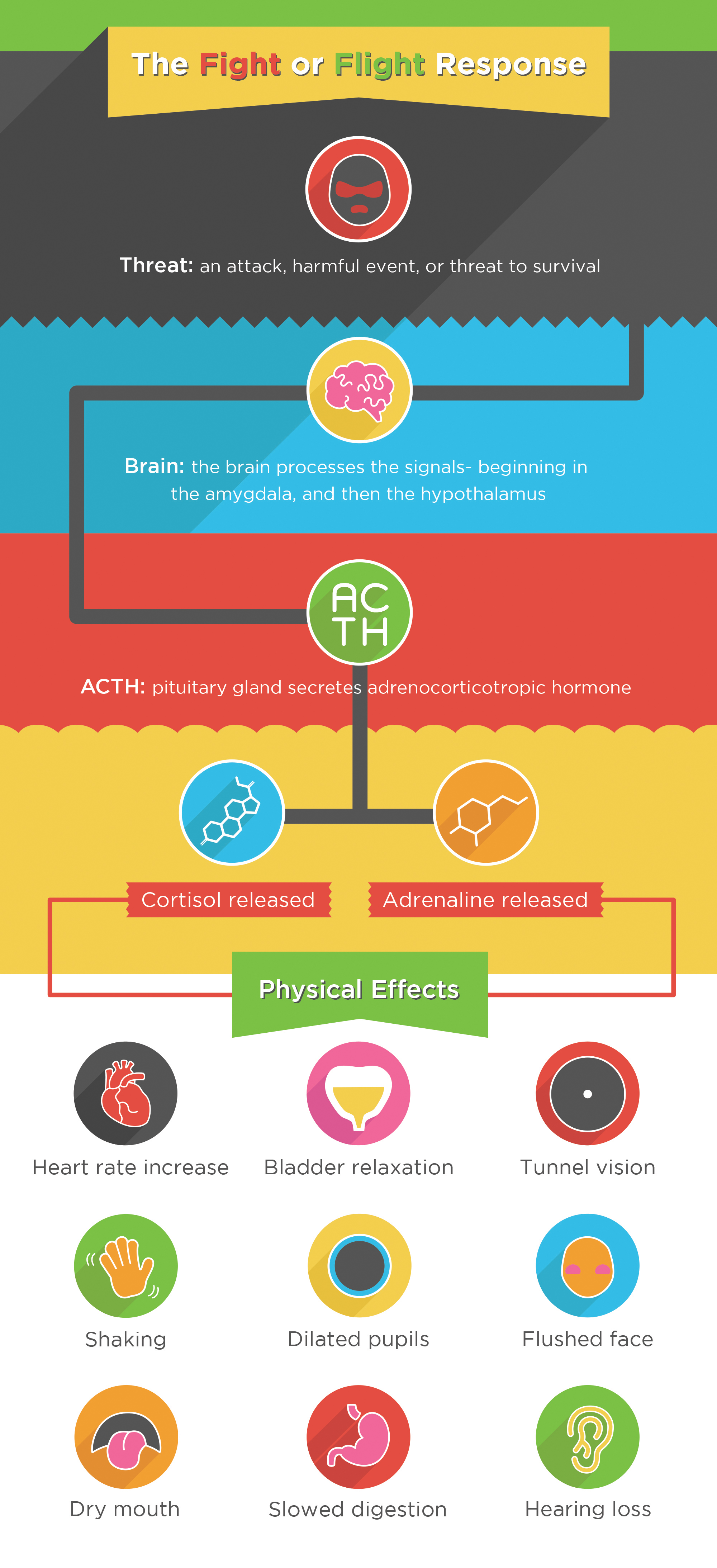
闘争・逃走反応

闘争・逃走反応（とうそう・とうそうはんのう、英語: fight-or-flight response）は、動物が示す恐怖への反応。
危機的状況にいて、戦うか逃げるか、身動きを止める（擬死、凍結挙動）方法で生き延びてきたため備わったと考えられている。通常は発揮できない怪力を発揮できる反面、緊急時に使用しない内臓への血流が絞られたり判断力が低下したりするため、長期的にストレスを受けると体や精神に悪影響が出る。

## 名称
「fight-or-flight response」の訳としては、闘争・逃走反応（とうそう・とうそうはんのう）、闘争・逃避反応（とうそう・とうひはんのう）、戦うか逃げるか反応（たたかうかにげるかはんのう）が用いられる。
他、戦うか逃げるかすくむか反応（英語: fight-or-flight-or-freeze response）、過剰反応（英語: hyperarousal）、急性ストレス反応（英語: acute stress response）とされることもある。
「火事場の馬鹿力」（かじばのばかぢから）と訳されることもある（英語で火事場の馬鹿力に相当する語は「hysterical strength」である）。

## 歴史
1929年にウォルター・B・キャノンによって初めて提唱された。キャノンの説によると、動物は恐怖に反応して交感神経系の神経インパルスを発し、自身に戦うか逃げるかを差し迫るという。この反応は、脊椎動物あるいはその他の生物でストレス反応を引き起こす一般適応症候群の初期段階として後に知られるようになった。

## 関連ホルモン・関連物質
- アドレナリン
- オステオカルシン - ストレスを受けた後、数分以内に骨から放出され、副交感神経系の活動を阻害する。また、副腎が機能不全になり、オステオカルシンが増加すると急性ストレス障害を起こす[7]。
- エストロゲン[8]
- テストステロン[8]
- コルチゾール - ストレスを感じたときに放出されるホルモン。血圧や血糖レベルを上げ、緊急時に必要ない臓器の活動を抑制する[8]。
- ノルアドレナリン - ストレスを感じたときに放出されるホルモン。注意と衝動性に対して敏感になり、心拍数を上げ、脂肪細胞からエネルギーを放出させる[8]。

## 身体的な反応
恐怖などのストレッサーの刺激が視床下部、下垂体に伝達し副腎皮質刺激ホルモン（ACTH）が分泌され、アドレナリンとコルチゾールが放出される。その結果、以下の変化が起きる。
- 心臓・肺機能強化（心拍数上昇、血圧上昇、呼吸数上昇、気管拡張など）
- 体の多くの部分の血管収縮、 筋肉向けの血管拡張
- 脂肪やグリコーゲン等の代謝エネルギー源の放出
- 胃などの消化機能阻害・停止
- 排便
- 膀胱の弛緩
- 勃起不全
- 涙腺と唾液腺の阻害
- 瞳孔散大（散瞳）
- 聴覚喪失
- 周辺視野の喪失（視野狭窄）
- 脊髄反射の脱抑制
- 振戦（ふるえ）

生理学的機能の変化
- 体の他の部分に回る血を抑制し、優先的に筋肉に血が供給される。
- 筋肉に血やエネルギー等を供給するため、心拍や呼吸が早くなり、血圧が高くなる。血糖値が上昇する。脂肪の燃焼が促進される。
- 怪我した際の血液凝固作用が高まる。
- 筋肉が、より早く、より強く動けるように緊張状態になる。

## 感情・認知的反応
闘争・逃走反応に関する文献では、自己情動調整を積極的に取ろうとする（例：冷静になろうとする（正常性バイアス）、気を紛らわせる（転位行動）、思考停止、認識の再評価、ストレス対処、敬遠、ユーモアに変える）。
感情的な人は、ストレスのかかる状況下で、不安を感じ、攻撃的になりやすい傾向があり、戦うか逃げるか反応の影響下に置かれているためと考えられる。

## 緊張後
腰が抜ける：強い興奮や恐怖、極度に緊張したストレス状態が続いた後に平常心に戻った時などに起きる症状。自律神経の一つである交感神経が働いて感情が高ぶり脈拍が早くなると血管が収縮し、背中の筋肉である脊柱起立筋をうまく働かせることができなくなった状態。

## 長期間ストレスにさらされた場合
長期的にストレスにさらされ慢性化すると、心臓および皮膚に損傷が現れ、脳の容積が縮小することが確認されている。また、高血圧（その結果、心臓病を誘発）、筋萎縮、成長の阻害、免疫低下、不眠症、腹痛、消化不良、精神疾患を引き起こす。
マリー・アントワネットが処刑前日に白髪になったという伝承があるように、髪が白髪になる。